# Lijsten van planten in de Benelux

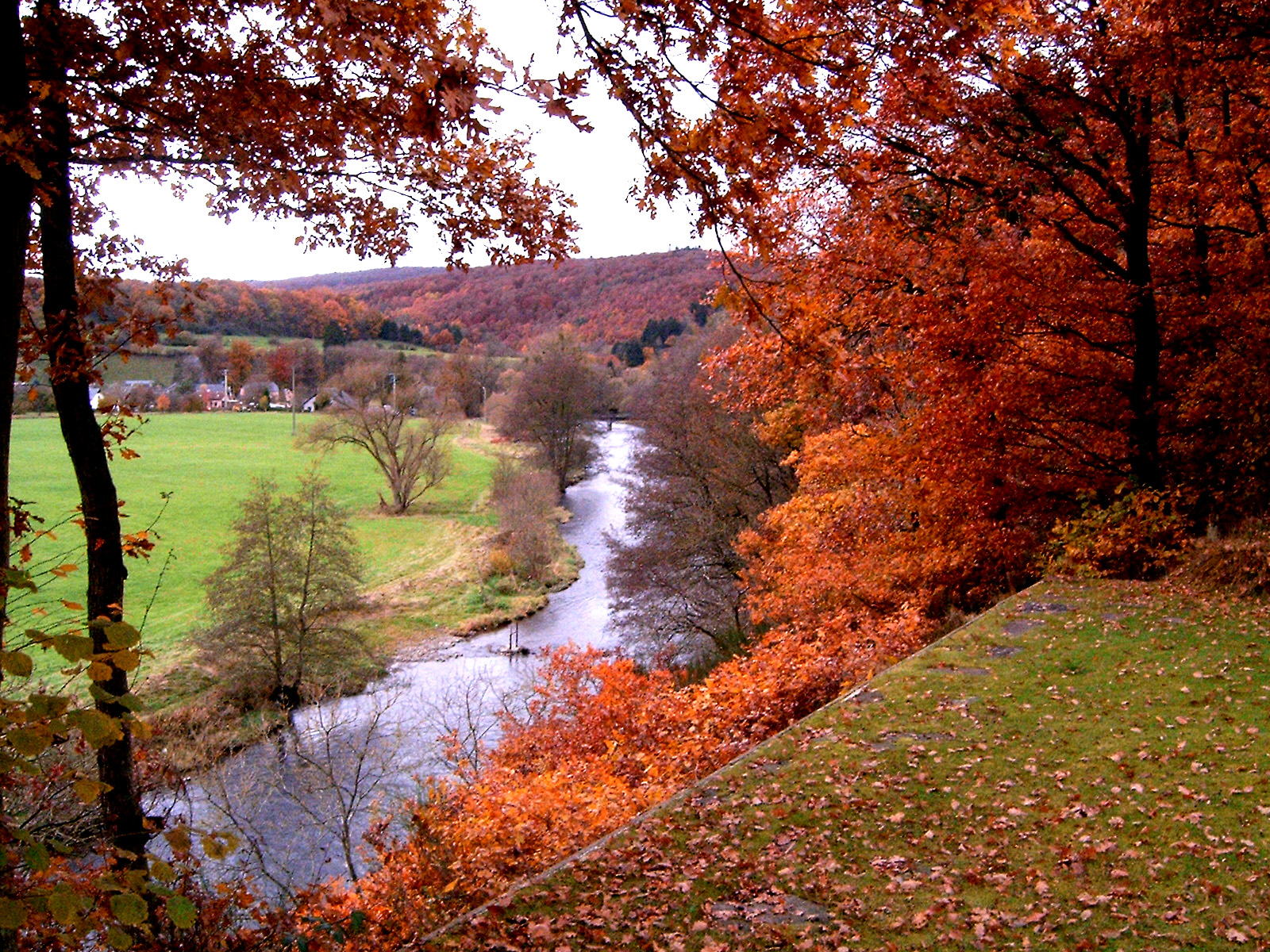
Veel loofbomen verliezen in de herfst hun bladeren (herfst 2007 in België)

Deze lijsten van planten in de Benelux verwijzen door naar pagina's met lijsten van planten die in de Benelux (België, Nederland en Luxemburg) voorkomen of voorkwamen.
- Lijst van exoten in de Benelux § Planten
  - Lijst van nieuwe planten in Nederland
- Bomen
  - Lijst van inheemse bomen en struiken in de Benelux
  - Lijst van in Nederland en België voorkomende loofbomen
  - Lijst van boomsoorten in Nederland
  - Lijst van bosgemeenschappen in Nederland
  - Lijst van opmerkelijke bomen in België
- Bedreigde planten
  - Nederlandse Rode Lijst (planten)
  - Nederlandse Rode Lijst 2012 (planten)
  - Vlaamse Rode Lijst (planten)
  - Lijst van wettelijk beschermde planten in België
  - Lijst van wettelijk beschermde planten in Nederland
- Plantengemeenschappen in Nederland en Vlaanderen
  - Lijst van bosgemeenschappen in Nederland
  - Ruigtegemeenschappen in Nederland en Vlaanderen
  - Struweelgemeenschappen in Nederland en Vlaanderen
- Lijst van giftige planten in Nederland
- Lijst van schimmels en slijmzwammen in Nederland
- Stamboom van orchideeën in Nederland en België
- Lijst van wilde planten in België
- Lijst van wilde planten in Nederland
- Lijst van giftige planten in Nederland